# أنطون بنغتسون
أنطون بنغتسون (بالسويدية: Anton Bengtsson)‏ هو لاعب هوكي الجليد سويدي، ولد في 13 مايو 1993 في كارلستاد في السويد.

## وصلات خارجية
- أنطون بنغتسون على موقع EliteProspects.com (الإنجليزية)
- أنطون بنغتسون على موقع Eurohockey.com (الإنجليزية)
- أنطون بنغتسون على موقع HockeyDB.com (الإنجليزية)